# Đại học Dankook
Đại học Dankook (tiếng Hàn: 단국대학교/ 檀國大學校 (Đàn Quốc Đại học hiệu)) là một trường đại học tư thục ở Seoul, Hàn Quốc. Trường cũng có một cơ sở tại Cheonan, một thành phố ở tỉnh Trung Thanh Nam và một cơ sở khác sắp mở ở Yongin năm 2007. Trường hiện có 20.000 sinh viên và 650 giảng viên.

## Lịch sử
Thành lập năm 1947, Đại học Đàn Quốc là một trường đại học tư nhân đào tạo theo chương trình 4 năm sớm nhất ở Hàn Quốc  Lưu trữ ngày 9 tháng 5 năm 2007 tại Wayback Machine. Năm 1950, trường đã tạm dừng giảng dạy khi Chiến tranh Triều Tiên nổ ra và tiếp tục mở lại vào năm 1951.

## Các trường liên kết
Trường có các trường liên kết sau đây  Lưu trữ ngày 12 tháng 5 năm 2007 tại Wayback Machine

### Belarus
- Đại học Quốc gia Belarus

### Trung Quốc
- Đại học Giao thông Bắc Kinh
- Đại học Hắc Long Giang
- Đại học Trung Sơn
- Đại học Sư phạm Nam Kinh
- Đại học Sư phạm Hoa Đông
- Đại học Tứ Xuyên

### Pháp
- Đại học Montpellier

### Gabon
- Đại học Omar Bongo

### Đức
- Đại học Johannes Gutenberg tại Mainz
- Dekan Fachbereich Architektur Technische Universitat Darmstadt

### Ghana
- Đại học Ghana

### Hungary
- Budapesti Muzaki Egyetem

### Nhật
- Đại học Senshu
- Đại học Tsurumi

### Lào
- Đại học Quốc gia Lào

### Malaysia
- Đại học Multimedia

### Mexico
- Universidad Autonoma Metropolitana

### Mông Cổ
- Cao đẳng Hành chính Soyombo

### Peru
- Đại học Quốc gia Trujillo
- Đại học Công giáo Peru

### Nga
- Viện Nghiên cứu Phương Đông, Viện Hàn lâm Khoa học Nga
- Viện Nghiên cứu Kinh tế, Khabarovsk
- Viện Công nghệ Bang Sankt-Peterburg
- Đại học Bang Sankt-Peterburg
- Đại học Quốc gia Viễn Đông

### Tây Ban Nha
- Đại học Salamanca

### Thụy Điển
- Đại học Stockholm

### Đài Loan
- Đại học Đạm Giang

### Vương quốc Liên hiệp Anh và Bắc Ireland
- Đại học Wales tại Bangor
- Đại học Gloucestershire

### Hoa Kỳ
- Đại học Nam Oregon
- Đại học Bắc Ohio
- Trường quản trị hành chính, Đại học George Mason
- Đại học bang Wichita
- Đại học Nebraska, Lincoln
- St. Vincent Hospital & Medical Center
- Trường Nha khoa, Đại học Washington
- Đại học Bách khoa California, Pomona
- Trường Nha khoa, Đại học Indiana
- Đại học California, Long Beach
- Trường Công tác Xã hội, Đại học Nam Carolina
- Viện Cao đẳng Khoa học và Công nghệ Oregon
- Đại học California, San Bernardino
- Đại học Madonna
- Đại học Shenandoah
- Trung tâm Giáo dục Toàn cầu, Đại học George Mason
- Trường Nha khoa, Đại học California, Los Angeles

### Việt Nam
- Đại học Bách khoa Hà Nội